# Vallée des Sept-Moulins
La vallée des Sept-Moulins est la vallée du ru Flavien située dans le département de Seine-et-Marne en France.
Le cours d'eau faisait mouvoir sept moulins.

## Situation
Le ru Flavien est un petit affluent en rive droite de la Seine qui conflue en face de la centrale électrique de Montereau sur Moret-sur-loing. Il coule en direction nord-est/sud-ouest - c'est donc l'orientation de sa vallée. Dans la vallée des sept moulins, il sépare les communes de Vernou-la-Celle-sur-Seine à l'ouest de la Grande-Paroisse à l'est.
De nos jours la vallée est traversée par vingt lignes électriques à très haute tension groupées sur environ 700 m, reliant la centrale électrique de Montereau au poste électrique du Chesnoy.

## Les moulins de la vallée des Moulins
Le ru Flavien fut aménagé au Moyen Âge pour faire tourner sept moulins, d'amont en aval : 
- Le moulin de Marangis
- 2 moulins situés à la Roche, Le grand moulin de la Basse Roche et le petit moulin (transformé). Le lieu dit « le vieux moulin » n'a jamais été un moulin mais un lavoir.
- Le moulin du Pré
- Le moulin du Bois
- Le moulin de l'Église (anciennement du Perrier)
- Le moulin des Serpes (ou Cerfs)

Il existait encore un autre moulin à eau, le moulin de Nanchon, mû par les autres sources, et un moulin à vent à La Thurelle.
Les meuniers de Vernou-la-Celle-sur-Seine ont beaucoup travaillé pendant des siècles, sauf pendant les périodes très troublées comme lors de la Guerre de Cent Ans vers 1350-1450 où tout semble avoir dévasté. Courageusement, ils ont construit des biefs, entretenu leur ru, pesté contre la sécheresse ou contre les nuisances : c'est ainsi que la construction d'un lavoir en amont de Marangis a empêché l'eau de couler dans le ru Flavien... 
Les moulins de la vallée des moulins étaient actionnés par les eaux du ru Flavien, dont les biefs* ont été aménagés de mains d'hommes à une époque certainement très ancienne. Dès le XIIIe siècle il en est question, dans les chartes du moulin de La Roche, les deux plus vieux moulins de la vallée. 
Le chapitre de Notre-Dame de Paris les posséda tous et les exploitait soit directement, soit au moyen d'une "tenure". 
D'après le plan de 1785 qui figure aux archives départementales, on en compte sept sur le ru Flavien, auxquels il convient d'ajouter le moulin de Nanchon, situé sur un autre ru mais également implanté sur le territoire de la commune. 
Les biens du Chapitre de Notre-Dame de Paris, dont les moulins, furent adjugés par le directoire du district de Nemours le 26 mars 1791 comme biens nationaux. 
Ces moulins tournèrent jusqu'à la fin du XIXe siècle ou au début du XXe siècle. Nombreux étaient, dans la seconde moitié du XIXe siècle encore, les moulins "à petits sacs" bâtis sur ce modeste ruisseau. La plupart n'écrasaient pas plus de 12 sacs de blé par journée de 24 heures, c'est-à-dire en travaillant jour et nuit.
Dans la lutte entre le moulin à eau et le moulin à vent, le premier l'a emporté car il se prêtait mieux aux perfectionnements modernes, à la grande fabrication comme à la mouture plus soignée.
Autrefois, il y avait toujours une mare et un poirier auprès du moulin. La mare était pour l'âne qui portait les sacs sans rechigner quand il savait qu'il aurait un "coup à boire" en arrivant. Le poirier, à la saison où tout le monde venait moudre, permettait d'offrir un fruit au client du meunier ! Heureusement les poiriers poussent bien dans un terrain frais...

### Moulin de Marangis

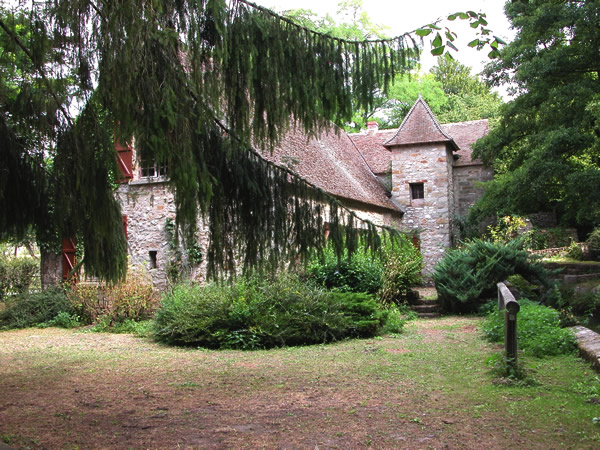
Le moulin de Marangis

Il est le plus rapproché de la source du ru Flavien. Le dernier meunier en fut Félicit Hoye ; le propriétaire Eugène Noël le vendit à Philippe Merle. Il cessa de faire du "blé farine" vers 1870 et Philippe Merle le transforma en atelier de polissage pour ses fabrications de pièces métalliques. Il cessa de tourner vers 1944, sa roue ayant été endommagée par des bombardements aériens.

### Les deux moulins de la Roche
Le Petit moulin appartenait à Cholet et fut exploité par Jacques Mare ; le moulin de la Basse Roche dit le grand moulin était à Ternerault et avait Poireaud pour meunier. Ce dernier moulin fonctionnait encore en 1910 : son propriétaire, boulanger à la Grande Paroisse, l'utilisait pour approvisionner sa propre maison de farine. 
Ces moulins datent du XIe siècle.
Le petit moulin a été transformé, une maison est construite sur son rez-de-chaussée.  Les bâtisses dites "le vieux moulin" sont les hangars et lavoirs du grand moulin.

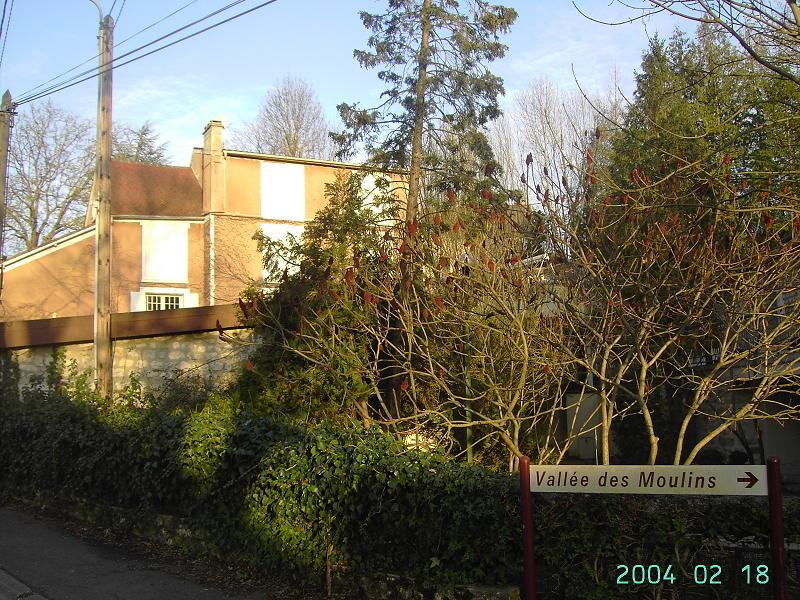
Entrée de la vallée des moulins avec le moulin de la Basse Roche au fond
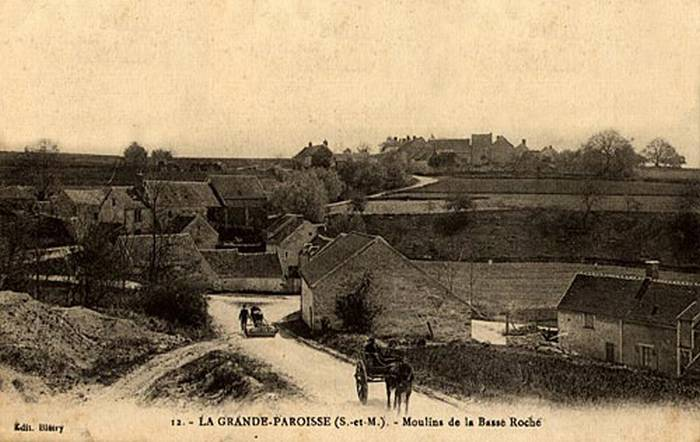
Les deux moulins de la Basse Roche aux environs de 1900

À la Révolution française, les biens ecclésiastiques ont été confisqués comme biens nationaux et vendus à des particuliers, le 26 mars 1791 par le Directoire du district de Nemours. C'est ainsi que le grand moulin de la Roche fut adjugé 10 000 livres à Louis-Charles Baudoin, meunier à Vernou, agissant pour Achille Pierre Dionis du Séjour (conseiller au Parlement de Paris, membre de l'académie des sciences, propriétaire du château d'Argeville et de fermes à Vernou, ami de Laplace et de Condorcet ; condamné à mort, il se suicida).

### Moulin du Pré
Il appartenait aux héritiers Garnier. Il fut peu exploité mais tournait encore en 1910. 
À cette époque, Poireaud, le meunier, disposait d'une machine à vapeur pour l'actionner lorsque les eaux étaient trop basses et travaillait pour les boulangers avec un mécanisme à cylindres. 

### Moulin de l'Église
Le propriétaire en était Soubeyran. 
Sa disparition en tant que moulin est postérieure à 1890. 
Après 1900, il fut transformé en auberge-restaurant sous l'enseigne L'abreuvoir humanitaire encadrée de slogans anarchistes, et fréquentée par une clientèle assez spéciale. 
C'est là que se réfugia pendant plusieurs jours, après le coup qu'il dirigea en 1912 sur une banque parisienne, et avant d'aller se faire prématurément exécuter dans la banlieue de Paris, le chef de bande Jules Bonnot, précurseur des deux industries de vol de voiture et du braquage dans les banques, activités dont il était sans doute loin de prévoir le brillant avenir.

### Moulin du Bois
Un moulin, c'était une petite exploitation agricole : en 1698, le moulin du Bois consistait, outre la partie moulin proprement dite, en un logement avec "cheminée et plancher", ainsi qu'en "écurie, granges, étables, toit à porc, 3 arpents de terres labourables". 
Il a disparu au XXe siècle. 
Dans ce moulin eut lieu, par une belle journée du printemps 1853, le mariage de mademoiselle Virginie Bouleaux (épouse Garcet en 1991) dont le père Monsieur Bouleaux était le meunier exploitant. 
Celui-ci, n'ayant qu'une fille, voulait "faire une noce". Il avait invité un grand nombre de parents et amis et avait fait de son mieux pour que tout soit prêt la veille. Après quoi, chacun alla se coucher. 
Le lendemain matin, tout le monde se leva de bonne heure. Mais quelle ne fut pas la stupeur du meunier lorsque le cuisinier vint leur annoncer que tout avait été volé et qu'il ne restait plus rien de tout ce qui avait été préparé la veille.
Les noceux commençant à venir, on en fut quitte pour se munir de nouvelles provisions et la noce ne fut pas empêchée pour cela.
Deux mois plus tard, eurent lieu plusieurs vols de grand chemin. On fit une enquête. Les quatre malfaiteurs étaient de Marangis ; ils furent arrêtés et emprisonnés. Ils s'avouèrent coupables des vols qui leur étaient reprochés et que c'étaient eux qui s'étaient partagé les préparatifs de la noce à Bouleaux. Ces bandits furent condamnés en cour d'assise. Trois furent gratifiés des travaux forcés à perpétuité, le quatrième eut vingt ans de détention. Libéré, il revint à Vernou, y resta quelque temps puis se noya dans le canal à Moret.

### Moulin des Serpes
Il était exploité par le propriétaire Parque.
Il disparut à la fin du XIXe siècle et fut rasé pour céder la place, au XXe siècle, à une cité pavillonnaire pour les employés de la centrale EDF à partir des années 1960.

## Divers
La vallée est empruntée sur environ 2 km depuis la Seine par le GR 2 et le GR « Thibaut de Champagne ».